# Reizei

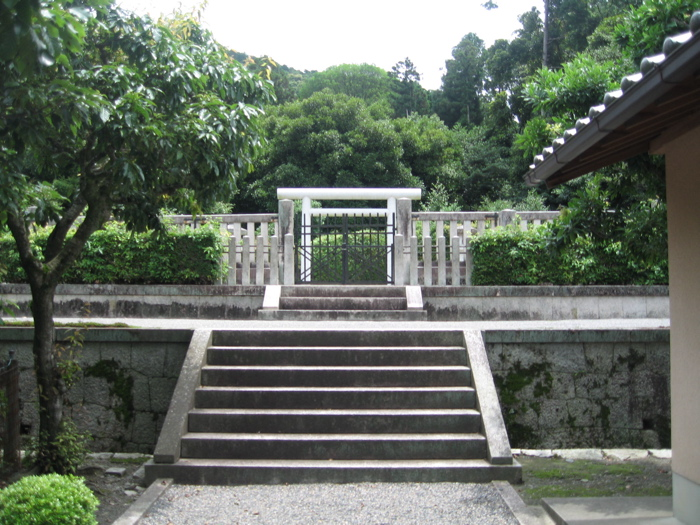
Tomba de l'emperador Reizei a Kioto.

L'emperador Reizei (冷泉 天皇, Reizei-Tennō, 12 de juny del 950 - 21 de novembre del 1011) va ser el 63è emperador del Japó, segons l'ordre tradicional de successió. Va regnar entre 967 i 969. Abans de ser ascendit al Tron de Crisantem, el seu nom personal (imina) era Príncep Imperial Norihiro (Norihiro-shinnō).